# Boňkov
Boňkov (en allemand : Bonkau) est une commune du district de Havlíčkův Brod, dans la région de Vysočina, en République tchèque. Sa population s'élevait à 78 habitants en 2020.

## Géographie
Boňkov se trouve à 7 km à l'est de Humpolec, à 12 km au sud-ouest de Havlíčkův Brod, à 20 km au nord-ouest de Jihlava et à 94 km au sud-est de Prague.
La commune est limitée par Věž au nord et par Herálec à l'est, au sud et à l'ouest.

## Histoire
La première mention écrite du village date de 1305.